# Tchaj-wan na Letních olympijských hrách 2008
Tchaj-wan se účastnil Letní olympiády 2008. Zastupovalo ho 79 sportovců (43 mužů a 36 žen) v 15 sportech.

## Medailisté
| Medaile | Jméno          | Sport     | Soutěž        |
| ------- | -------------- | --------- | ------------- |
| Bronz   | Čchen Wej-ling | Vzpírání  | Ženy do 48 kg |
| Bronz   | Lu Jing-čchi   | Vzpírání  | Ženy do 63 kg |
| Bronz   | Chu Mu-yen     | Taekwondo | Muži do 58 kg |
| Bronz   | Sung Yu-Chi    | Taekwondo | Muži do 68 kg |